# The Girl in the Limousine
The Girl in the Limousine (Brasil: Amor em Pólvora ) é um curta-metragem de comédia mudo norte-americano, realizado em 1924, com o ator cômico Oliver Hardy. É considerado um filme perdido. Foi baseado na peça homônima de 1919, pelos autores Wilson Collison e Avery Hopwood.

## Elenco
- Larry Semon - Tony
- Claire Adams - a garota
- Charles Murray
- Lucille Ward - Aunt Cicily
- Larry Steers - Dr. Jimmy
- Oliver Hardy - Freddie
- Florence Gilbert - Bernice